# Яворський Олексій Сергійович
Олексій Сергійович Яворський — солдат Збройних Сил України, учасник російсько-української війни, що загинув у ході російського вторгнення в Україну в 2022 році.

## Життєпис
Олексій Яворський народився в місті Овручі на Житомирщині. На військову службу до лав ЗСУ був призваний 2020 року, підписав контракт. З початком повномасштабного російського вторгнення в Україну перебував на передовій. Військову службу проходив у складі 95-тої окремої десантно-штурмової бригади. Мав військову посаду водія десантно-штурмового взводу, десантно-штурмової роти, десантно-штурмового батальйону військової частини А0281. Олексій Яворський загинув 20 березня 2022 року внаслідок військових дій в районі села Солодке Мар'їнського району Донецької області. Похований 29 березня 2022 року в рідному місті.

## Родина
У загиблого залишилися дружина та двоє маленьких дітей.

## Нагороди
- Орден «За мужність» III ступеня (2022, посмертно) — за особисту мужність і самовіддані дії, виявлені у захисті державного суверенітету та територіальної цілісності України, вірність військовій присязі[4].